# Chloromyxum truttae
Chloromyxum truttae is een microscopische parasiet uit de familie Chloromyxidae. Chloromyxum truttae werd in 1906 beschreven door Léger. 